# پورشدورف
پورشدورف (به آلمانی: Porschdorf) یک منطقهٔ مسکونی در آلمان است که در باد شواندوا واقع شده‌است. پورشدورف ۱٬۲۳۹ نفر جمعیت دارد.